# Nati nel 1934/Aprile
| Questa pagina contiene informazioni ricavate automaticamente dalle voci biografiche con l'ausilio del template Bio e di un bot. L'aggiornamento è periodico e automatico e ricostruisce completamente la pagina. Se manca una persona in questa lista, sei pregato di non aggiungerla, ma accertati piuttosto che la sua voce biografica contenga il template Bio e che i dati anagrafici siano correttamente compilati. Se il template Bio manca, inseriscilo tu stesso o, in alternativa, metti l'avviso {{tmp\|Bio}} che ne segnala la mancanza. Se i dati riportati sono sbagliati, correggi direttamente la voce biografica; le modifiche saranno visibili in questa lista entro pochi giorni. Per chiarimenti vedi il progetto biografie. La lista contiene solo le 162 persone che sono citate nell'enciclopedia e per le quali è stato implementato correttamente il template Bio. Pagina aggiornata al 18 ago 2025. |

- 1º aprile - Giampiero Bartoli, calciatore italiano († 2022)
- 1º aprile - Blanca Heredia, modella e insegnante venezuelana († 2022)
- 1º aprile - Vladimir Vladimirovič Pozner, giornalista e conduttore televisivo russo
- 1º aprile - Pascal Rakotomavo, politico malgascio († 2010)
- 1º aprile - Paul Rosche, ingegnere, progettista e manager tedesco († 2016)
- 2 aprile - Jurij Beljaev, calciatore e allenatore di calcio sovietico († 2019)
- 2 aprile - Dino Cassio, attore e cantante italiano († 2012)
- 2 aprile - Paul Cohen, matematico statunitense († 2007)
- 2 aprile - Gian Costello, cantante italiano († 2004)
- 2 aprile - Brian Glover, attore, wrestler e insegnante britannico († 1997)
- 2 aprile - Marco Masi, sceneggiatore e regista italiano
- 2 aprile - Umberto Orsini, attore italiano
- 3 aprile - Walter Ciani, ex calciatore italiano
- 3 aprile - Jane Goodall, etologa, antropologa e scrittrice britannica
- 3 aprile - Lars-Eric Lundvall, hockeista su ghiaccio svedese († 2020)
- 3 aprile - Jim Parker, giocatore di football americano statunitense († 2011)
- 3 aprile - Pina Pellicer, attrice cinematografica messicana († 1964)
- 4 aprile - Jean-Louis Buron, calciatore francese († 2005)
- 4 aprile - Giuseppe De Chirico, tiratore a segno italiano († 2019)
- 4 aprile - Adam Kendon, psicologo inglese († 2022)
- 4 aprile - Joachim Latacz, filologo classico e grecista tedesco
- 4 aprile - Liliana Ugolini, scrittrice e drammaturga italiana († 2021)
- 5 aprile - Sunny Anastasi, calciatore maltese († 2012)
- 5 aprile - John Carey, docente, giornalista e critico letterario inglese
- 5 aprile - Roman Herzog, politico e avvocato tedesco († 2017)
- 5 aprile - Pekka Lehtinen, aracnologo finlandese
- 5 aprile - Stanley Turrentine, sassofonista statunitense († 2000)
- 6 aprile - Viorica Antonescu, cestista rumena († 2008)
- 6 aprile - Anton Geesink, judoka, lottatore e wrestler olandese († 2010)
- 6 aprile - Giuliano Guazzelli, militare italiano († 1992)
- 6 aprile - Lafif Lakhdar, giornalista tunisino († 2013)
- 6 aprile - Mario Merola, cantante e attore cinematografico italiano († 2006)
- 6 aprile - Guy Peellaert, fumettista, illustratore e fotografo belga († 2008)
- 6 aprile - Gaetano Recchi, politico italiano († 2023)
- 6 aprile - Piero Sartogo, architetto italiano († 2023)
- 6 aprile - Willie Toweel, pugile sudafricano († 2017)
- 6 aprile - Willy Truye, ciclista su strada belga († 2024)
- 7 aprile - George Ashfield, calciatore inglese († 1985)
- 7 aprile - Giuseppe D'Altrui, pallanuotista e allenatore di pallanuoto italiano († 2024)
- 7 aprile - Victor Feldman, vibrafonista, batterista e pianista britannico († 1987)
- 7 aprile - Ian Richardson, attore britannico († 2007)
- 8 aprile - Bernard Aucouturier, pedagogista, educatore e docente francese
- 8 aprile - Kishō Kurokawa, architetto giapponese († 2007)
- 8 aprile - Hugo Lepe, calciatore cileno († 1991)
- 8 aprile - Misako Tamura, ex nuotatrice giapponese
- 8 aprile - Herbert Teichert, ex calciatore tedesco
- 9 aprile - Guillermo Fleming, calciatore peruviano († 2020)
- 9 aprile - Raffaele Maiello, regista, sceneggiatore e giornalista italiano († 2013)
- 9 aprile - Friedhelm Osselmann, ex pallanuotista tedesco
- 9 aprile - Ubaldo Sanzo, storico e filosofo italiano
- 9 aprile - Wladimiro Settimelli, fotografo e giornalista italiano († 2017)
- 10 aprile - Carel Godin de Beaufort, pilota automobilistico olandese († 1964)
- 10 aprile - Paul Judson, cestista e allenatore di pallacanestro statunitense († 2023)
- 10 aprile - Riccardo Lattanzi, arbitro di calcio italiano († 1991)
- 10 aprile - Elvio Monti, compositore, arrangiatore e direttore d'orchestra italiano
- 10 aprile - Stefano Rastrelli, diplomatico italiano († 2020)
- 10 aprile - H. Robert Reynolds, direttore d'orchestra e compositore statunitense
- 10 aprile - Veličko Veličkov, tiratore a segno bulgaro († 1982)
- 10 aprile - Guido Venturoni, ammiraglio italiano
- 11 aprile - Grigore Costescu, cestista e allenatore di pallacanestro rumeno († 2008)
- 11 aprile - Silvio Lucev, cestista italiano († 1990)
- 11 aprile - Nilo Palazzoli, calciatore italiano († 2008)
- 11 aprile - Aldo Pedrana, combinatista nordico italiano († 2018)
- 11 aprile - Franco Pedrotti, botanico, cartografo e ecologo italiano
- 11 aprile - Karl-Joseph Rauber, cardinale e arcivescovo cattolico tedesco († 2023)
- 11 aprile - Mark Strand, poeta e critico letterario canadese († 2014)
- 12 aprile - Angelo Donato, politico italiano († 2024)
- 12 aprile - Robert Fraisse, schermidore francese († 2022)
- 12 aprile - Anselm Hollo, poeta e traduttore finlandese († 2013)
- 12 aprile - Nicolò Lipari, politico e giurista italiano († 2024)
- 12 aprile - Ken Pears, calciatore canadese († 2022)
- 12 aprile - Angelo Romani, nuotatore italiano († 2003)
- 12 aprile - Ginetto Ruzzetta, cantautore e poeta italiano († 2012)
- 13 aprile - Siegfried Matthus, compositore e direttore d'orchestra tedesco († 2021)
- 13 aprile - Donald McAlpine, direttore della fotografia australiano
- 13 aprile - René Strehler, ex ciclista su strada e pistard svizzero
- 14 aprile - Miguel Castillo Didier, docente, grecista e traduttore cileno
- 14 aprile - Giacomo Fini, ex ciclista su strada italiano
- 14 aprile - Fredric Jameson, critico letterario statunitense († 2024)
- 14 aprile - Shirley Topley, ex cestista e giocatrice di softball canadese
- 15 aprile - Solange Fernex, politica e attivista francese († 2006)
- 15 aprile - David Herd, calciatore e allenatore di calcio scozzese († 2016)
- 15 aprile - Merle Louise, attrice teatrale e soprano statunitense († 2025)
- 15 aprile - Serge Masnaghetti, ex calciatore francese
- 15 aprile - Mario Sprea, giornalista, scrittore e editore italiano
- 16 aprile - Margaret Northrop, nuotatrice keniota († 2014)
- 16 aprile - Francesco Sgalambro, vescovo cattolico italiano († 2016)
- 16 aprile - Robert Stigwood, produttore discografico e produttore cinematografico australiano († 2016)
- 16 aprile - Vicar, fumettista cileno († 2012)
- 16 aprile - Siniša Zlatković, calciatore jugoslavo
- 17 aprile - Iwannis Louis Awad, vescovo cattolico siriano († 2020)
- 17 aprile - Brian Gubby, ex pilota automobilistico britannico
- 17 aprile - Michel Housse, ex cestista francese
- 17 aprile - Don Kirshner, editore musicale e produttore discografico statunitense († 2011)
- 17 aprile - Aleksej Nikolaevič Sacharov, regista sovietico († 1999)
- 18 aprile - Carlos Bea, ex cestista e giudice cubano
- 18 aprile - Édith Bonlieu, sciatrice alpina francese († 1995)
- 18 aprile - Raffaele Crovi, scrittore, giornalista e poeta italiano († 2007)
- 18 aprile - James Drury, attore statunitense († 2020)
- 18 aprile - Stefano Francescon, calciatore italiano († 2003)
- 18 aprile - Pierluigi de Mas, disegnatore, regista e animatore italiano († 2005)
- 18 aprile - George Shirley, tenore statunitense
- 18 aprile - Josef van Ess, islamista tedesco († 2021)
- 19 aprile - Ox Baker, wrestler statunitense († 2014)
- 19 aprile - Ferdinando Margutti, politico italiano († 2020)
- 19 aprile - Mario Raciti, pittore italiano
- 19 aprile - Bruce Swedien, produttore discografico statunitense († 2020)
- 19 aprile - Alcide Vaucher, ciclista su strada e pistard svizzero († 2022)
- 19 aprile - Jean Ziegler, sociologo e politico svizzero
- 20 aprile - Robert DoQui, attore e doppiatore statunitense († 2008)
- 20 aprile - Romano Misserville, politico e avvocato italiano († 2021)
- 20 aprile - Tuccio Musumeci, attore italiano
- 21 aprile - Meron Benvenisti, politologo e giornalista israeliano († 2020)
- 21 aprile - Riccardo Campa, filosofo e storico della filosofia italiano
- 21 aprile - Philippe Doumenc, scrittore francese († 2023)
- 21 aprile - Danilo Morini, politico e funzionario italiano († 2023)
- 21 aprile - Vincenzo Mungari, avvocato, politico e dirigente pubblico italiano († 2015)
- 21 aprile - Gheorghe Negrea, pugile rumeno († 2001)
- 21 aprile - Kenzō Ōhashi, calciatore giapponese († 2015)
- 21 aprile - Masao Uchino, calciatore giapponese († 2013)
- 22 aprile - Oriello Lugli, allenatore di calcio e ex calciatore italiano
- 22 aprile - Dante Marraccini, giornalista, scrittore e sceneggiatore italiano († 2022)
- 22 aprile - Peter Ronson, ostacolista e attore islandese († 2007)
- 23 aprile - Fikret Hakan, attore turco († 2017)
- 23 aprile - Pierre Dorsini, calciatore e allenatore di calcio francese († 2023)
- 24 aprile - Mario Andreose, giornalista, traduttore e editore italiano
- 24 aprile - Gary Burne, ballerino e coreografo britannico († 1976)
- 24 aprile - Franco Carradori, calciatore e allenatore di calcio italiano († 2004)
- 24 aprile - Carlo Ghidelli, arcivescovo cattolico e biblista italiano
- 24 aprile - Marc Gilbert, conduttore televisivo, critico letterario e giornalista francese († 1982)
- 24 aprile - Shirley MacLaine, attrice statunitense
- 24 aprile - Gordon Wills, calciatore inglese († 2018)
- 25 aprile - José Diéguez Reboredo, vescovo cattolico spagnolo († 2022)
- 25 aprile - Ljubomir Katić, cestista e allenatore di pallacanestro jugoslavo († 2025)
- 25 aprile - Johnny McCarthy, cestista e allenatore di pallacanestro statunitense († 2020)
- 25 aprile - Peter McParland, calciatore e allenatore di calcio nordirlandese († 2025)
- 25 aprile - Bobby Trainor, ex calciatore nordirlandese
- 26 aprile - Enrica Margherita Boschetti, medico italiana († 2019)
- 26 aprile - Attilio Santarelli, calciatore italiano († 2007)
- 26 aprile - Donald Sterling, imprenditore e avvocato statunitense
- 26 aprile - Rolland Todd, ex cestista e allenatore di pallacanestro statunitense
- 26 aprile - Guido Zagano, ex calciatore italiano
- 27 aprile - Bob Cools, politico belga
- 27 aprile - Karol Fageros, tennista statunitense († 1988)
- 27 aprile - Pietro Zoppas, ciclista su strada italiano († 2020)
- 28 aprile - Ferruccio Casacci, attore e regista italiano († 2011)
- 28 aprile - James R. Flynn, psicologo statunitense († 2020)
- 28 aprile - Diane Johnson, scrittrice statunitense
- 28 aprile - Riccardo Pizzuti, attore e stuntman italiano
- 28 aprile - Lois Duncan, scrittrice statunitense († 2016)
- 29 aprile - Luis Aparicio, ex giocatore di baseball venezuelano
- 29 aprile - Renzo Grandi, sollevatore italiano († 1982)
- 29 aprile - Coulter Osborne, cestista canadese († 2023)
- 29 aprile - Pedro Pires, politico capoverdiano
- 29 aprile - Otis Rush, chitarrista e cantautore statunitense († 2018)
- 29 aprile - Akira Takarada, attore giapponese († 2022)
- 30 aprile - Giorgio Barbolini, calciatore italiano († 2022)
- 30 aprile - Jane Greenwood, costumista britannica
- 30 aprile - Giovanni Battista Loi, politico italiano
- 30 aprile - Don McKenney, hockeista su ghiaccio canadese († 2022)
- 30 aprile - Luigi Naddeo, compositore e musicista italiano († 2009)
- 30 aprile - Mario Segale, imprenditore statunitense († 2018)